# 23625 Gelfond
23625 Gelfond este un asteroid din centura principală de asteroizi.

## Descriere
23625 Gelfond este un asteroid din centura principală de asteroizi. A fost descoperit pe 19 noiembrie 1996 la Prescott (Arizona) de Paul G. Comba. Asteroidul prezintă o orbită caracterizată de o semiaxă mare de 2,24 ua, o excentricitate de 0,11 și o înclinație de 6,9° în raport cu ecliptica.